# Fair Oak
Fair Oak – wieś w Anglii, w hrabstwie Hampshire, w dystrykcie Eastleigh. Leży 12 km na południe od miasta Winchester i 103 km na południowy zachód od Londynu. W 2001 miejscowość liczyła 9900 mieszkańców.